# Industrial hip hop
L'industrial hip hop (chiamato anche industrial rap, noise hop e noise rap) è un genere derivato del rap e dell'industrial rock, sviluppatosi negli anni ottanta negli Stati Uniti d'America e in Inghilterra. Unisce alle parti vocali tipiche del rap le sonorità più vicine all'elettronica della musica industriale, spesso con utilizzo di parti parlate e a volte influenze da generi quali funk, metal e punk. Tra i primi artisti a sperimentare tali combinazioni figura l'artista britannico Mark Stewart.

## Storia

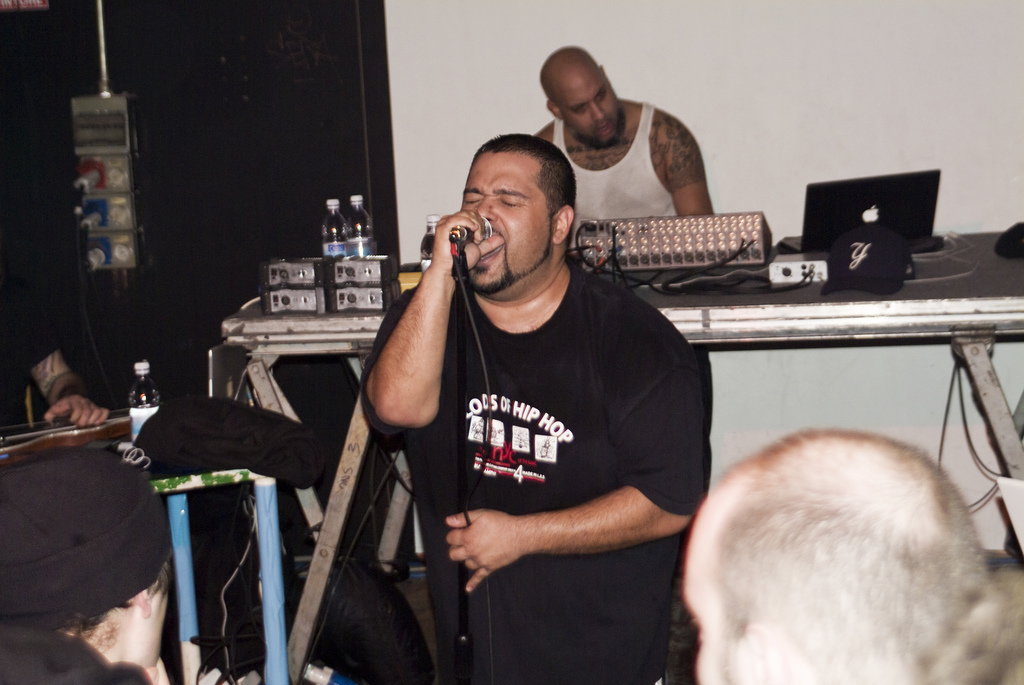
I Dälek

Nel 1985 Mark Stewart, ex cantante dei The Pop Group, dà alle stampe As the Veneer of Democracy Starts to Fade, applicando lo stile cut-up tipico della musica industriale con l'aiuto di Doug Wimbish, Keith Leblanc, e Skip McDonald, gruppo di punta della Sugar Hill Records. Il produttore Adrian Sherwood, figura importante della musica dub, riprende il lavoro lasciato da Stewart con i Tackhead, progetto di collaborazione con la Sugar Hill. I Disposable Heroes of Hiphoprisy di San Francisco e gli inglesi Meat Beat Manifesto continuarono a sperimentare il genere, dandogli una nuova forma. I dischi dei Dälek, ultimi lavori dei Godflesh di Broadrick, come le sue collaborazioni con Kevin Martin, Ice e i Techno Animal sono altri esempi di industrial hip hop.